# Albino Uggè
Albino Uggè (Milano, 30 giugno 1899 – 24 ottobre 1971) è stato uno statistico italiano.

## Biografia
Figlio di Eugenio e di Luigia Fontanella, Albino Uggè si laureò in giurisprudenza a Pavia nel 1921. Divenuto assistente volontario di scienze economiche e statistica nell'Università Cattolica di Milano nel 1922, riuscì a conseguire la libera docenza in statistica nel 1928, anno nel quale iniziò la sua attività ufficiale d'insegnamento.
Tra il 1928 ed il 1929 ottenne la cattedra di statistica, economia e scienza delle finanze nell'Università di Cagliari. Tra il 1929 e il 1930 invece venne incaricato dei medesimi insegnamenti sia all'Università di Camerino che in quella Cattolica di Milano. Nei decenni successivi ottenne la cattedra di statistica (1930-1954) e quella di demografia (1934-1953) nell'Istituto superiore di economia e commercio di Venezia; nello stesso periodo, venne anche incaricato di statistica (1934-1854) e di matematica finanziaria (1945-1955) nell'Università Cattolica di Milano.
Nel 1954 ottenne poi la cattedra di statistica e di demografia (1956-1959) nella Facoltà di scienze politiche di Padova; tra il 1956 ed il 1967, venne invece incaricato di statistica economica nella Scuola di statistica presso la facoltà di giurisprudenza. Il 1º novembre 1968 venne trasferito nella appena costituita facoltà di scienze statistiche demografiche ed attuariali.
Membro dell'Istituto internazionale di statistica e dell'Istituto Lombardo Accademia di Scienze e Lettere, nel 1961 divenne socio corrispondente dei Lincei (socio nazionale nel 1969) e nel 1962 divenne socio corrispondente nell'Accademia Patavina.
Parallelamente alla sua attività d'insegnamento, Albino Uggè fu anche autore di numerosi articoli, saggi e manuali di statistica metodologia ed economica e di demografia, nei quali si rivelò spesso sensibile al tema delle intersezioni tra statistica, demografia e questioni di carattere storiografico.

## Opere
Tra le sue opere principali:
- La mortalità dei missionari, 1926.
- La teoria della popolazione di Giammaria Ortes, 1928.
- Natalità differenziale secondo la religione e fattori demografici dello sviluppo numerico dei gruppi confessionali, 1931.
- Le entrate del Regno lombardo-veneto dal 1840 al 1864, 1956.